# JAR (souborový formát)
JAR (Java ARchive) je kompresní souborový formát, používaný platformou Java, založený na ZIP kompresi.
Používá se k distribuci programů a knihoven napsaných v JVM programovacích jazycích.
Jsou v něm obsaženy především soubory typu class, metadata a případné zdroje pro účely programu/knihovny (obrázky, textové dokumenty…).
V současnosti formát vyvíjí společnost Oracle Corporation, dříve Sun Microsystems. Jeho MIME typ je application/java-archive.